# Ausztriai Johanna portugál trónörökösné
Ausztriai Johanna (spanyolul: Juana de Austria, portugálul: Joana de Áustria; Madrid, Kasztília, 1535. június 24. – Madrid, Kasztília, 1573. szeptember 7.), a fiatalon elhunyt portugál trónörökös, János Mánuel felesége volt 1552-től, majd özvegye 1554-től. Később 1554 és 1559 között a Spanyol Birodalom régenseként szolgált fivére, II. Fülöp spanyol király távollétében, amikor az Angliában tartózkodott, hogy feleségül vegye VIII. Henrik angol király leányát, I. Máriát.
Tizenhat esztendős korában ment férjhez a nála két évvel fiatalabb trónörököshöz, III. János portugál király fiához, egyben első fokú unokatestvéréhez. Két évvel később, 1554. január 2-án fiatal férje betegség következtében elhunyt, ám a várandós Johanna nem sokkal ezt követően, január 20-án életet adott gyermeküknek, Sebestyén infánsnak. Még ebben az évben apja hívására visszatért hazájába, fiát anyósa, Ausztriai Katalin (aki egyben nagynénje is volt) gondjaira bízta. Gyermekét soha többé nem látta, ám élete végéig leveleztek egymással. Többé nem házasodott meg, buzgó katolikusként és a jezsuita rend támogatójaként hunyt el harmincnyolc esztendős korában.

## Életrajza

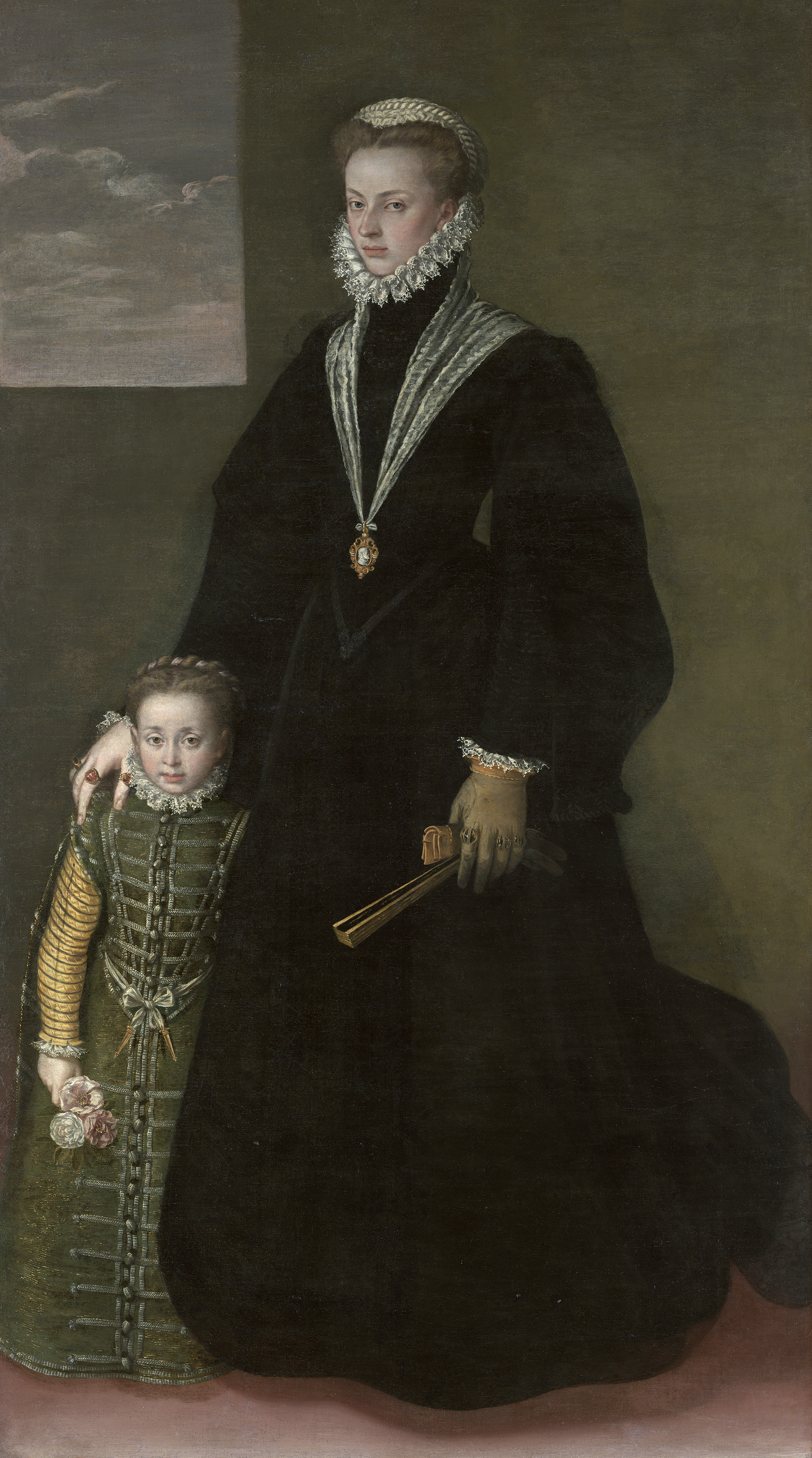
Ausztriai Johanna egy fiatal kisleánnyal 1561-ben (feltehetően Sofonisba Anguissola portréja)

### Ifjúkora
Johanna Madridban született 1535. június 24-én, a Habsburg-ház tagjaként. Édesapja V. Károly német-római császár, aki az egyesített Aragóniai és Kasztíliai Királyságok első királya is volt. Édesanyja, Portugáliai Izabella az Avis-házból származott, I. Mánuel király legidősebb leánya volt.
Szülei boldog házasságából összesen hét gyermek született, ám csak hárman maradtak életben. Johanna volt a felnőttkort megért gyermekek közül a legkisebb. Fivére a későbbi II. Fülöp spanyol király, míg nővére Mária német-római császárné volt.
Nevét születése napjának szentje, Keresztelő János után, valamint apai nagyanyja, Kasztíliai Johanna tiszteletére kapta. Születésétől fogva megillette az Ausztria főhercegnője, továbbá a Kasztília és Aragónia infánsnője, valamint a Burgundia hercegnője címek.
Édesanyját négy esztendős korában elvesztette. Nevelését Leonor de Mascareñas, a császárné bizalmasa és udvarhölgye, egyben királyi nevelő intézte. Az ifjú Johanna nyolc éves korára már hangszeren is játszott, valamint latunul is tudott.

### Házassága

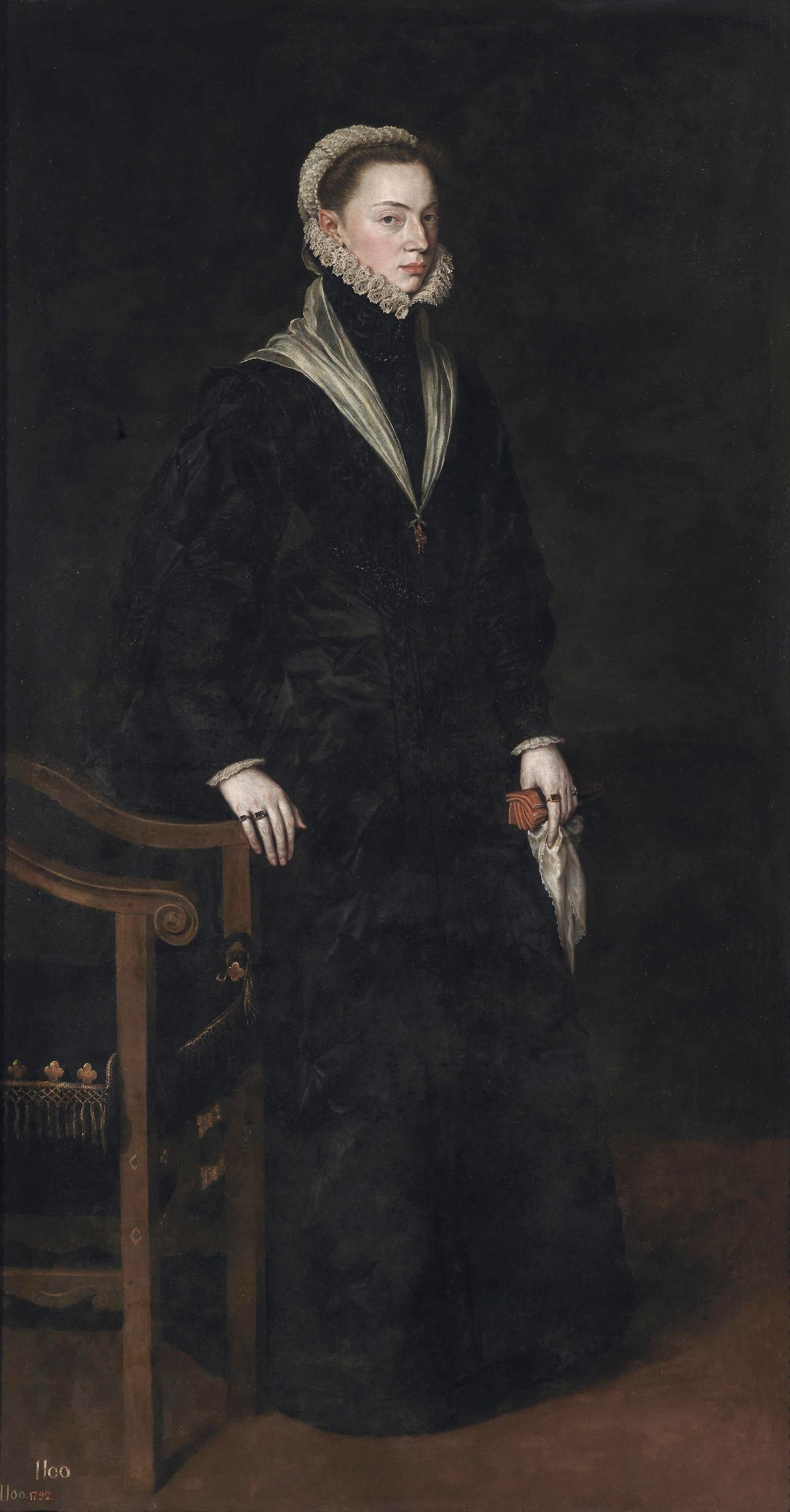
Ausztriai Johanna infánsnő Antonis Mor portréján 1560 körül (Museo del Prado)

1552. január 11-én, tizenhat éves korában feleségül ment kettős első-unokatestvéréhez, a Portugál Királyság tizennégy esztendős trónörököséhez, János Mánuel infánshoz. Az esküvőre meghatalmazottak útján került sor Toróban. A fiatal pár közeli rokoni kapcsolatban állt egymással: mind apai, mind anyai ágról elsőfokú unokatestvérek voltak, révén, hogy mindketten Szép Fülöp és Szerencsés Mánuel unokái voltak.
Johanna 1552 novemberében érkezett meg a portugál királyi udvarba. Házassága azonban nem tartott sokáig, mivel fiatal férje tuberkulózis (vagy cukorbetegség) következtében két évvel házasságukat követően, 1554. január 2-án elhunyt. Johanna ekkor várandós volt, és nem sokkal férje halála után, január 20-án életet adott egyetlen gyermeküknek, a leendő I. Sebestyén portugál királynak. A trónjairól lemondani szándékozó édesapja, V. Károly császár kérésére azonban 1554 májusában visszatért hazájába. Fiát anyósára, a királynéra, Ausztriai Katalinra bízta, aki egyben nagynénje is volt Károly legfiatalabb húgaként.

### Későbbi élete
Apja 1556. január 16-án lemondott a spanyol királyi címéről fia, II. Fülöp javára (1556 augusztusában a császári címről is lemondott, ám azt öccse, I. Ferdinánd magyar király javára). Fülöp 1554. július 25-én vette feleségül a hajdani VIII. Henrik leányát, egyben anyai nagynénjüket, I. Mária angol királynőt. Házasság miatt a király Angliában tartózkodott, így 1559-ig Johanna kormányozta a Spanyol Birodalmat, mint az ország régense.
A jezsuita rend elszánt támogatója volt. Egyes korabeli híresztelések szerint 1555-ben „Mateo Sánchez” álnéven felvették a férfiakból álló szerzetesrendbe. Élete hátralévő részét a vallásnak szentelte. Levelezést folytatott többek között Loyolai Ignáccal is. Gyóntatója (egyben másod-unokatestvére) Francisco de Borja volt.